# 膜融合タンパク質
膜融合タンパク質（まくゆうごうたんぱくしつ、英: membrane fusion proteins）は、生体膜の融合を引き起こすタンパク質である。膜融合は、多くの生物学的プロセス、特に真核生物の発生とウイルスの侵入において重要である。融合タンパク質は、感染性エンベロープウイルスや古代レトロウイルスが宿主のゲノムに組み込んだ遺伝子に由来する場合と、宿主のゲノムのみに由来する場合がある。宿主によって融合タンパク質に加えられた転写後修飾は、糖鎖やアセチル基の付加や修飾など膜融合性に大きな影響を与える。

## 真核生物での融合
真核生物ゲノムには、宿主やウイルスに由来するいくつかの遺伝子ファミリーが含まれており、膜融合の促進に関わる産物をコードしている。成体体細胞は通常、正常条件下で膜融合を起こさないが、配偶子や胚細胞は、胎盤形成、合胞体栄養膜形成、神経発生など、非自発的に膜融合を促進する発生経路をたどる。融合経路は、筋骨格系や神経系組織の形成にも関与している。神経伝達物質の輸送に関わる小胞融合イベントも、融合タンパク質の触媒活性に依存している。

### SNAREファミリー
SNAREファミリーには、実際の真核生物融合タンパク質が含まれている。それらは真核生物と、その最も近い古細菌であるヘイムダル古細菌（Heimdallarchaeota）にのみ見られる。
- 小胞結合膜タンパク質 (VAMP)（英語版）

### レトロウイルス
これらのタンパク質は、内在性レトロウイルスのenv遺伝子に由来する。これらは家畜化されたウイルスクラスI融合タンパク質である。
- シンシチンは胎盤の構造に関与している。
  - シンシチン-1
  - シンシチン-2
- ERV3（英語版）は融合では機能しない。

### HAP2ファミリー
HAP2は、トキソプラズマ、シロイヌナズナ、ミバエなどの多様な真核生物で見られる家畜化されたウイルスクラスII融合タンパク質である。このタンパク質は、これらの生物の配偶子融合に不可欠である。

## 病原性ウイルス融合
エンベロープ型ウイルスは、融合タンパク質（Fと記す）に運動エネルギーを蓄積することで、2つの細胞膜を融合するという熱力学的な障壁を容易に克服する。Fタンパク質は、宿主細胞の表面に独立して発現することができ、(1)感染細胞を駆動して隣接細胞と融合させてシンシチウム（合胞体）を形成するか、(2)感染細胞から出芽したビリオンに組み込まれ、宿主細胞から細胞膜を完全に解放するか、のいずれかを可能にする。Fタンパク質の中には、単独で融合を促進するものもあれば、宿主因子と相互作用するものもある。Fタンパク質は、融合のメカニズムによって4つのグループに分類される。

### クラスI
クラスI融合タンパク質は、その構造がインフルエンザウイルスのヘマグルチニンに似ている。融合後、活性部位にはα-ヘリカルコイルドコイルの三量体が形成される。結合ドメインにはα-ヘリックスが豊富に存在し、N末端付近には疎水性の融合ペプチドが配置されている。融合コンフォメーション変化は、pHによって制御できる。
| 融合成分          | 略語  | ファミリー                                  | ウイルス                     |
| ----------------- | ----- | ------------------------------------------- | ---------------------------- |
| ヘマグルチニン(H) | H, HN | オルトミクソウイルス科 パラミクソウイルス科 | インフルエンザ 麻疹 ムンプス |
| Glycoprotein 41   | Gp41  | レトロウイルス科                            | HIV                          |

### クラスII
クラスIIタンパク質は、βシートが支配的で、触媒部位はコア領域に局在している。融合を促進するために必要なペプチド領域は、βシート間のターンから形成される。
| 融合成分               | 略語 | ファミリー       | ウイルス                        |
| ---------------------- | ---- | ---------------- | ------------------------------- |
| エンベロープタンパク質 | E    | フラビウイルス科 | デング熱 ウエストナイルウイルス |

### クラスIII
クラスIII融合タンパク質は、IやIIとは異なる。それらは通常5つの構造ドメインから構成されており、C末端側に局在するドメイン1と2にはしばしばβシートが多く、N末端側に近いドメイン2～5にはαヘリックスが多く含まれている。融合前の状態では、後続のドメインが入れ子になってドメイン1を保護する（つまりドメイン1はドメイン2で保護され、ドメイン2はドメイン3に入れ子状になり、ドメイン4で保護される）。ドメイン1には膜融合の触媒部位が含まれている。
| プロトタイプ例             | 略語 | ファミリー         | ウイルス                                                           |
| -------------------------- | ---- | ------------------ | ------------------------------------------------------------------ |
| VSV G                      | G    | ラブドウイルス科   | インディアナベシクロウイルス 狂犬病ウイルス                        |
| HSV-1 gB                   | gB   | ヘルペスウイルス科 | HSV-1                                                              |
| エボラウイルス糖タンパク質 | GP   | フィロウイルス科   | ザイールエボラウイルス スーダンエボラウイルス マールブルグウイルス |

### クラスIV
クラスIVは最小の融合タンパク質である。それらは融合関連小型膜貫通型タンパク質（FAST）とも呼ばれ、非エンベロープ型レオウイルスに多く見られる。

## 参照項目
- 膜融合における層間力（英語版）
- ウイルス膜融合タンパク質